# Districte de Rouen
El Districte de Rouen és un dels tres districtes amb què es divideix el departament francès del Sena Marítim, a la regió de la Normandia. Té 29 cantons i 219 municipis. El cap del districte és la prefectura de Rouen.

## Cantons
cantó de Bois-Guillaume-Bihorel - cantó de Boos - cantó de Buchy - cantó de Caudebec-en-Caux - cantó de Caudebec-lès-Elbeuf - cantó de Clères - cantó de Darnétal - cantó de Doudeville - cantó de Duclair - cantó d'Elbeuf - cantó de Grand-Couronne - cantó de Le Grand-Quevilly - cantó de Maromme - cantó de Mont-Saint-Aignan - cantó de Notre-Dame-de-Bondeville - cantó de Pavilly - cantó de Le Petit-Quevilly - cantó de Rouen-1 - cantó de Rouen-2 - cantó de Rouen-3 - cantó de Rouen-4 - cantó de Rouen-5 - cantó de Rouen-6 - cantó de Rouen-7 - cantó de Saint-Étienne-du-Rouvray - cantó de Sotteville-lès-Rouen-Est - cantó de Sotteville-lès-Rouen-Oest - cantó de Yerville - cantó d'Yvetot